# Bouvron (Loire-Atlantique)
Bouvron is een gemeente in Frankrijk in het departement Loire-Atlantique in de regio Pays de la Loire. Bouvron telde op 1 januari 2022 3.067 inwoners.

## Geografie
De oppervlakte van Bouvron bedroeg op 1 januari 2022 47,63 vierkante kilometer; de bevolkingsdichtheid was toen 64,4 inwoners per km².

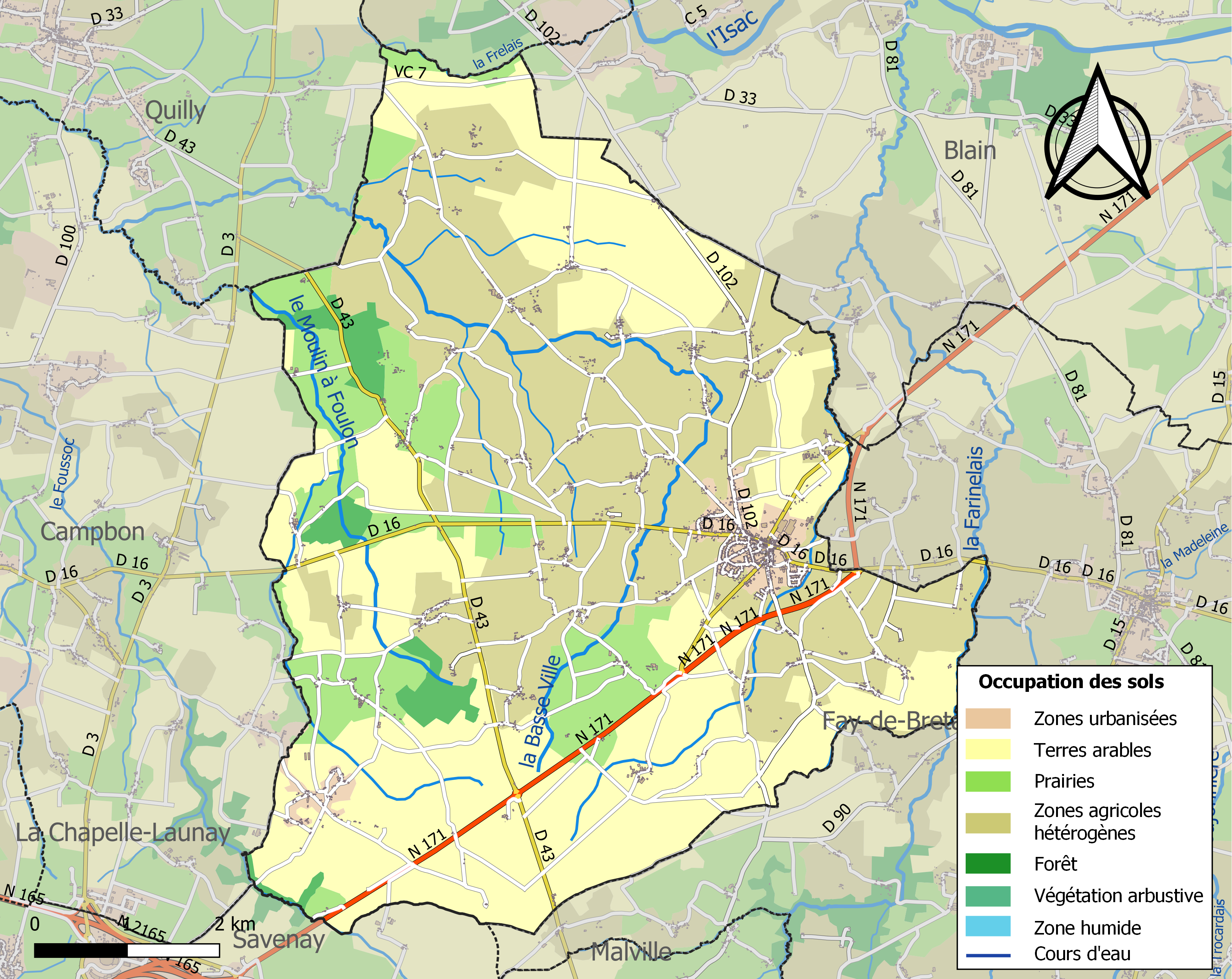
Kaart van de gemeente met de belangrijkste infrastructuur, bodemgebruik en omliggende gemeenten

## Demografie
Onderstaande figuur toont het verloop van het inwonertal (bron: INSEE-tellingen).